# Route nationale 26 (Estonie)
Pour les articles homonymes, voir Route nationale 26.
La route nationale 26 (Tugimaantee 26) est une route nationale estonienne reliant Särevere à Arkma. Elle mesure 21,2 km.

## Tracé
- Comté de Järva
  - Särevere
  - Taikse
  - Ojaküla
  - Raukla
  - Väljaotsa
  - Oisu
  - Retla
  - Saareotsa
  - Kabala
  - Arkma